# Grand Rapids (Manitoba)
Pour les articles homonymes, voir Grand Rapids.
Grand Rapids est une ville du Manitoba, au Canada. Elle est située au nord-ouest du lac Winnipeg.
C'est dans la ville de Grand Rapids, qu'est né le chef amérindien Ovide Mercredi en 1946.

## Démographie
| 2001 | 2006 | 2011 | 2016 |
| ---- | ---- | ---- | ---- |
| 355  | 336  | 279  | 268  |